# Rue Faidherbe (Paris)
Pour les articles homonymes, voir Rue Faidherbe.
La rue Faidherbe est une voie du 11e arrondissement de Paris, en France.

## Situation et accès
La rue Faidherbe est située dans le quartier Sainte-Marguerite, dans le faubourg Saint-Antoine, dans le 11e arrondissement de Paris. Longue de 446 m et large de 22 m, elle débute au sud au niveau du 5, rue de Montreuil, et se termine au nord au 92, de la rue de Charonne.
Outre ces rues, elle est rejointe ou traversée du sud au nord par les voies suivantes :
- nos 5-11 : rue du Dahomey
- nos 10-12 : rue Paul-Bert
- nos 30-32 : rue Chanzy
- nos 40-42 : rue Jean-Macé

De l'autre côté de la rue de Montreuil, au sud, la rue Faidherbe est prolongée par la rue de Reuilly et la rue Chaligny.

## Origine du nom
La rue porte le nom de Louis Faidherbe (1818-1889), militaire français et gouverneur du Sénégal.

## Historique
La rue Faidherbe est plus récente que certaines de ses rues voisines et adjacentes. Sur le huitième plan de Paris de 1705, on ne trouve aucune trace de cette rue, alors que la rue Saint-Bernard, ou la rue du Dahomey, qui ne portait à cette époque pas de nom, y figurent.
Sur le Plan de la Ville et Faubourg de Paris divisé en 12 municipalités, datant de 1797, ou sur le Nouveau plan routier de la Ville et faubourgs de Paris de 1780, une impasse parallèle à la rue Saint-Bernard et rejoignant la rue du Dahomey désignée, suivant les cartes, sous les noms « chemin Saint-Bernard » ou « chemin du Petit-Jardinet », y figure clairement.
Sur des plans antérieurs à ces dates, comme le plan de Vaugondy de 1760 ou le plan de Jaillot de 1762, on trouve trace d'un cul-de-sac pouvant correspondre au tracé du début de la rue Faidherbe.
Cette rue porte, depuis un arrêté du 18 avril 1890, le nom de « rue Faidherbe » et ne sera finalement ouverte que par décret du 11 mars 1899.

## Bâtiments remarquables et lieux de mémoire
Plusieurs lieux notoires se trouvent dans cette rue. Au croisement de la rue Faidherbe et de la rue de Charonne se trouve le palais de la Femme, un établissement de l'Armée du salut destiné à l'accueil des jeunes filles et femmes seules. Il est classé au patrimoine historique français depuis le 25 juin 2003.
- No 8 : remarquable immeuble de l'architecte Albert Perrin, qui participa au concours de façades de la mairie de Paris.
- du No 8 au No 30 : limite de la folie Titon
- No 18 : Ecole maternelle Faidherbe.
- No 18 - 20 : Médiathèque Violette Leduc, l'une des bibliothèques municipales de prêt gratuit de la Ville de Paris.

- No 22 - 24 :  se trouve la maison Boutet, succursale parisienne de l'entreprise du même nom, basée à Vichy. Elle fournissait en bois européen et exotique les artisans du faubourg Saint-Antoine. Le bâtiment, conçu par l'architecte Achille Champy et construit en 1926, comporte une ossature en béton armé et une façade ornée de carreaux émaillés ocres et bleus réalisés par Alphonse Gentil et Eugène Bourdet[1],[2]. Depuis la fin de l'année 2015, les locaux sont occupés par un hôtel de standing[3] (immeuble inscrit sur la liste des protections patrimoniales du 11e arrondissement[4]).

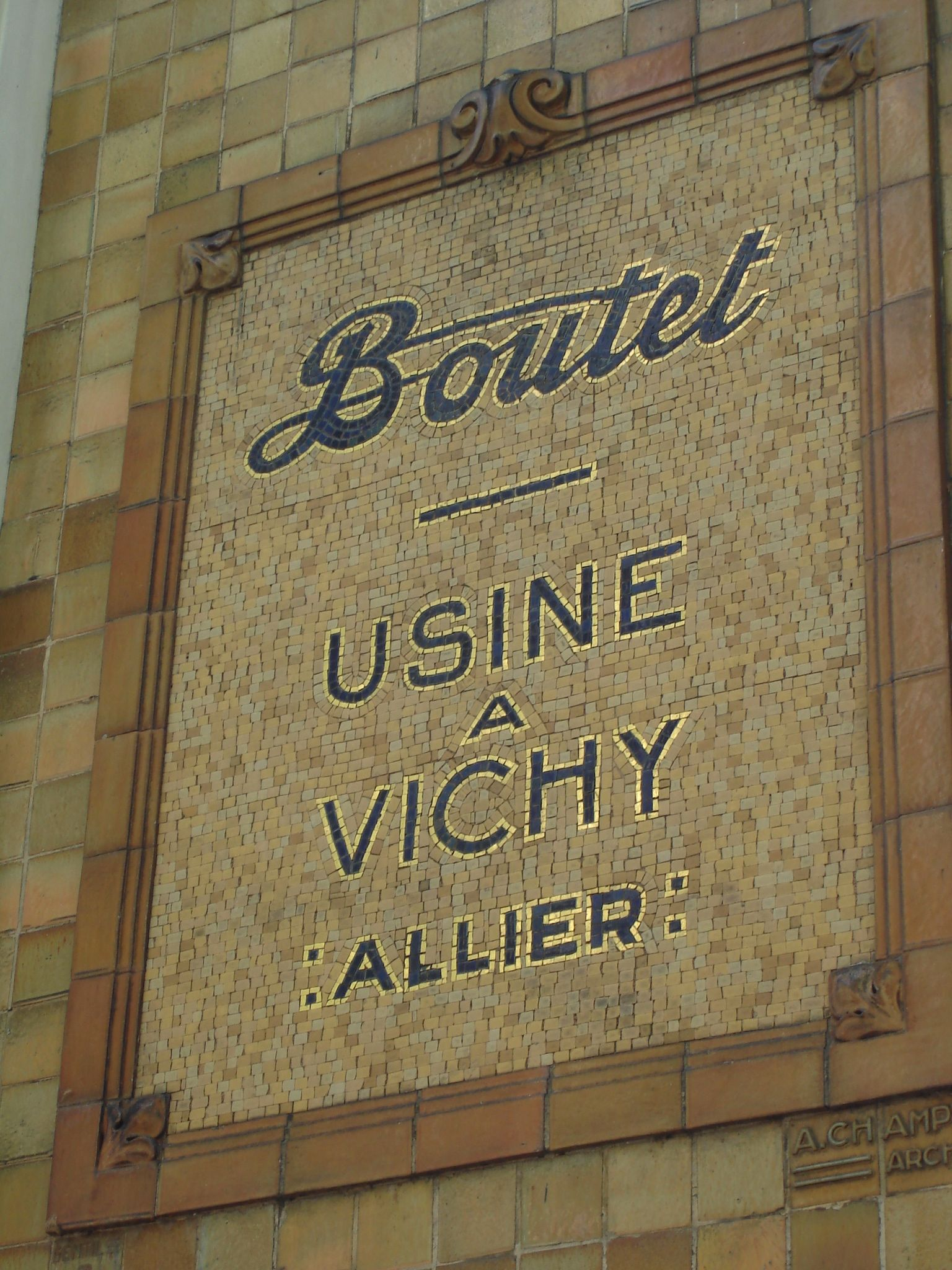
Les établissements Boutet.
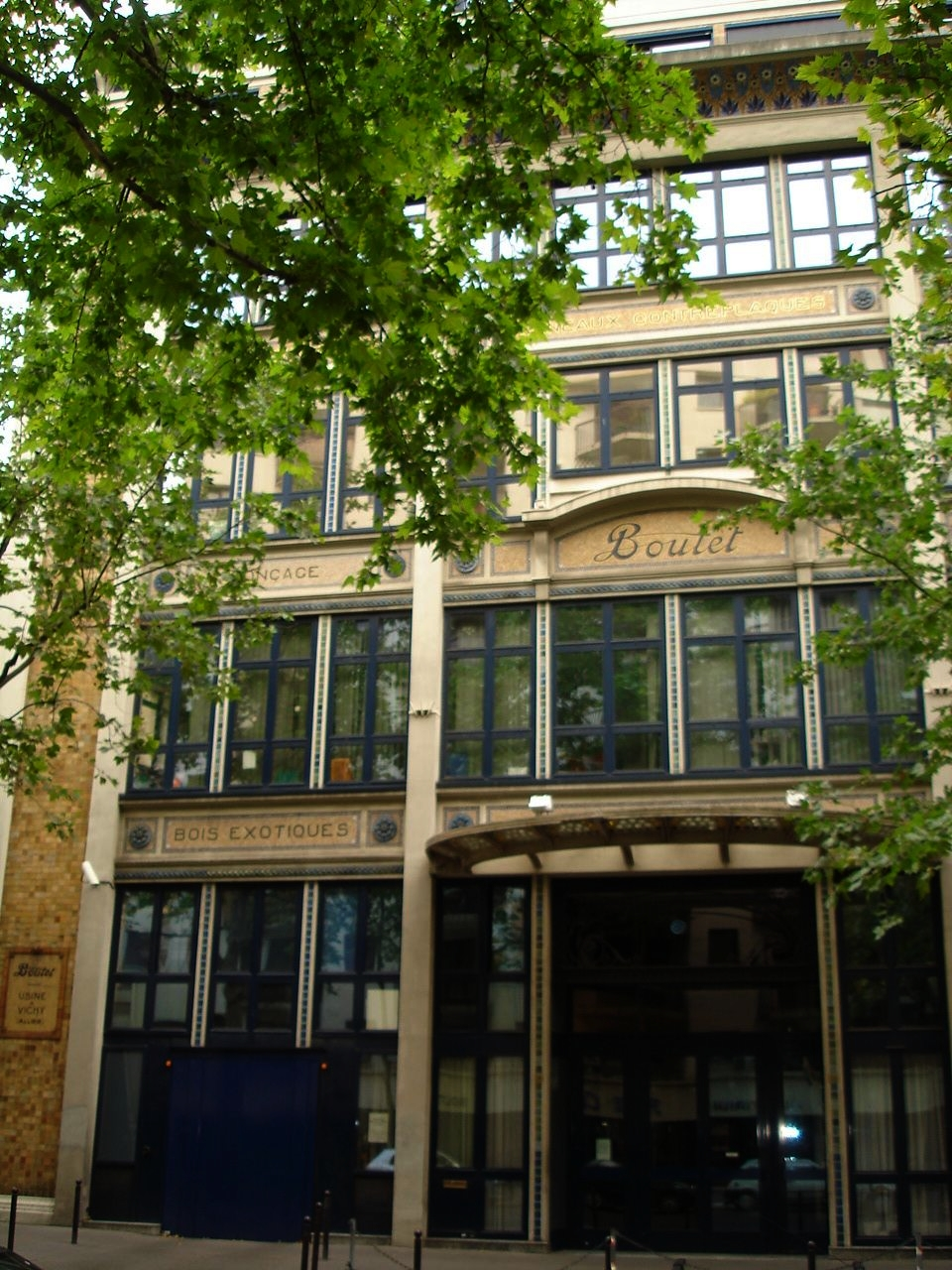
Vue d'ensemble du bâtiment en 2007.
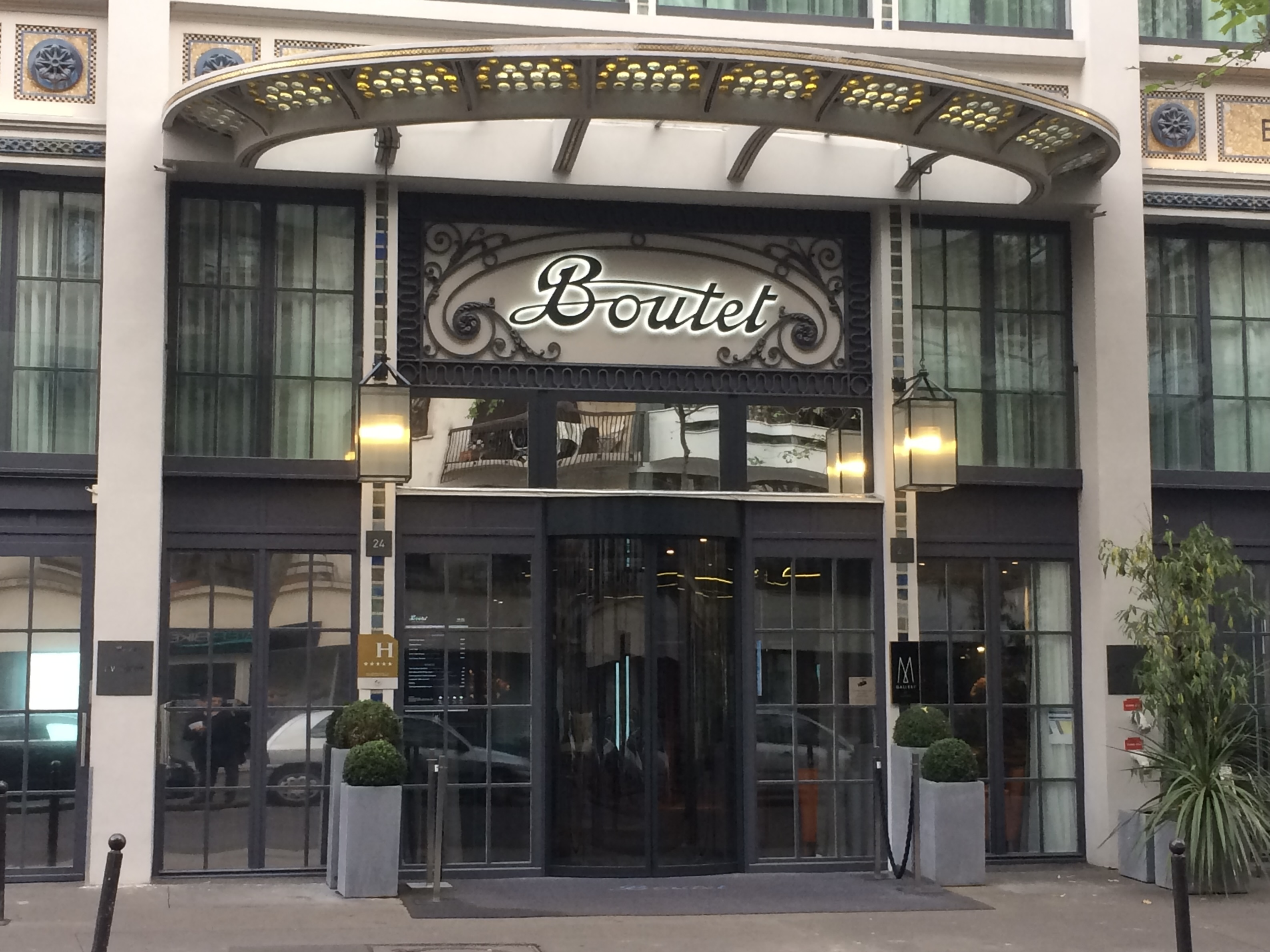
La marquise de l'entrée de l'hôtel en 2016.
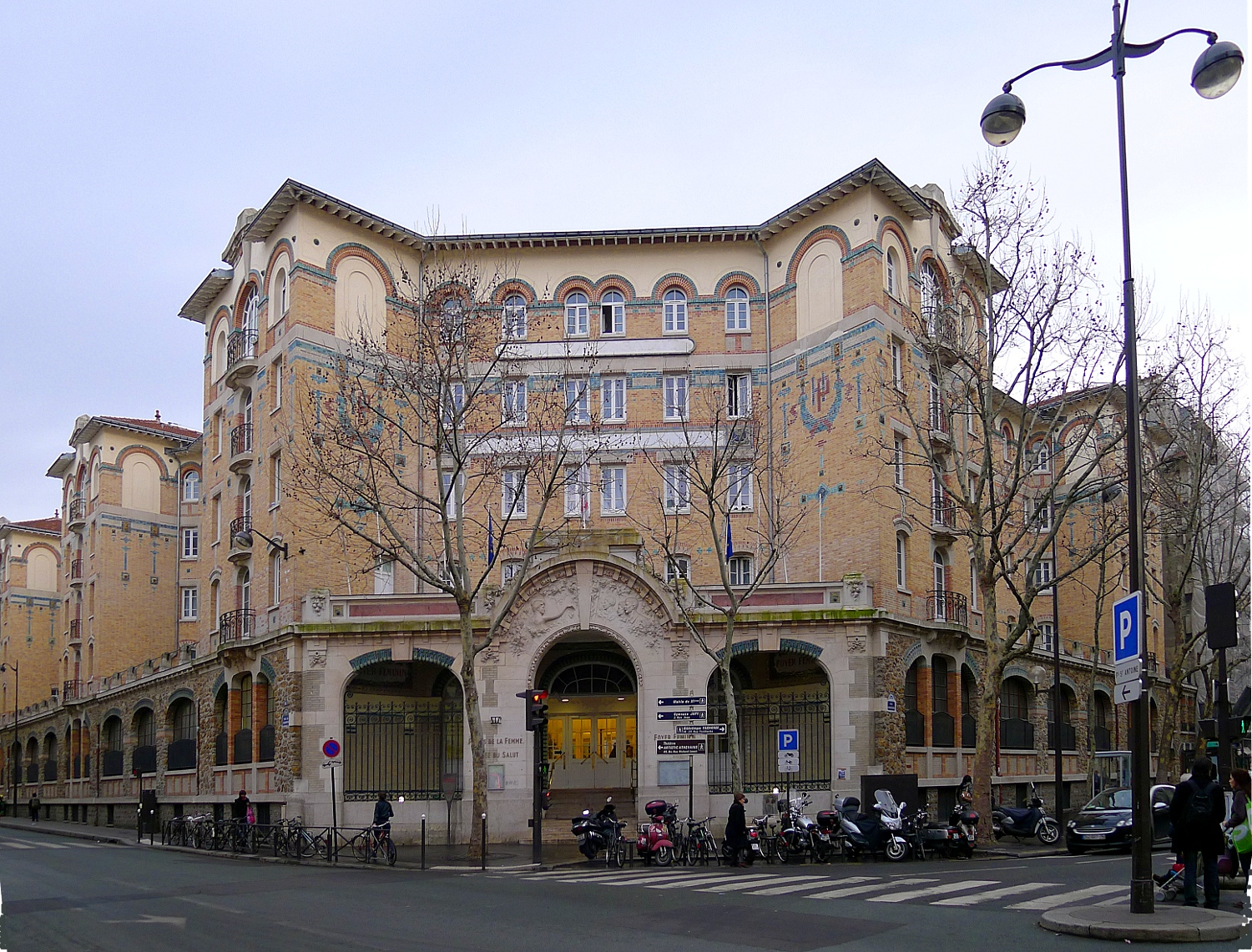
Le palais de la Femme.

- No 28 : Lycée professionnel des métiers de l'ameublement, annexe de la célèbre école Boulle fondée en 1886, formant aux métiers de l'ébénisterie, une tradition historique du quartier du faubourg Saint-Antoine.

- No 33 : l'un des bureaux de Poste du 11e arrondissement ; menacé de disparition, la mobilisation des commerçants, des riverains et des élus a permis son maintien dans la rue, mais en déménageant au numéro 21[5],[6].